# ケイメル・サンドバル
ケイメル・アンドレス・サンドバル・ロドリゲス（Keimer Andrés Sandoval Rodríguez、2005年9月3日 - ）は、コロンビアのサッカー選手。ポジションはディフェンダー。

## 経歴

### レッドスター・ベオグラード
2025年1月30日、レッドスター・ベオグラードに買い取りオプションつきの1年半契約でレンタル移籍した。